# وزارت امور خارجه اوکراین
وزارت امور خارجه اوکراین (اوکراینی: Міністерство закордонних справ України) یکی از وزارت خانه های دولت اوکراین است که بر روابط خارجی اوکراین نظارت دارد.

## تاریخچه
این وزارتخانه در ابتدا به عنوان دبیرخانه عمومی ملیت‌ها به عنوان بخشی از دبیرخانه عمومی اوکراین تأسیس شد و توسط فدرالیست سرهی یفریموف اداره می‌شد. به دلیل مداخله شوروی، این دفتر در ۲۲ دسامبر ۱۹۱۷ به یک وزارتخانه تبدیل شد. تقریباً در همان زمان حکومت دیگری به نام شوروی تشکیل شد که دولت اوکراین را ضدانقلابی اعلام کرد. دولت شوروی اوکراین نیز دفتر خود را در اول مارس ۱۹۱۸ سازماندهی مجدد کرد. در سال ۱۹۲۳ این دفتر توسط دولت اتحاد جماهیر شوروی منحل شد و در سال ۱۹۴۴، بیست سال بعد، دوباره به کار خود بازگشت. اولین نمایندگان شوروی تا زمان انتصاب کریستین راکوفسکی بومی بلغاری در سال ۱۹۱۹ چندان مورد توجه قرار نگرفتند.

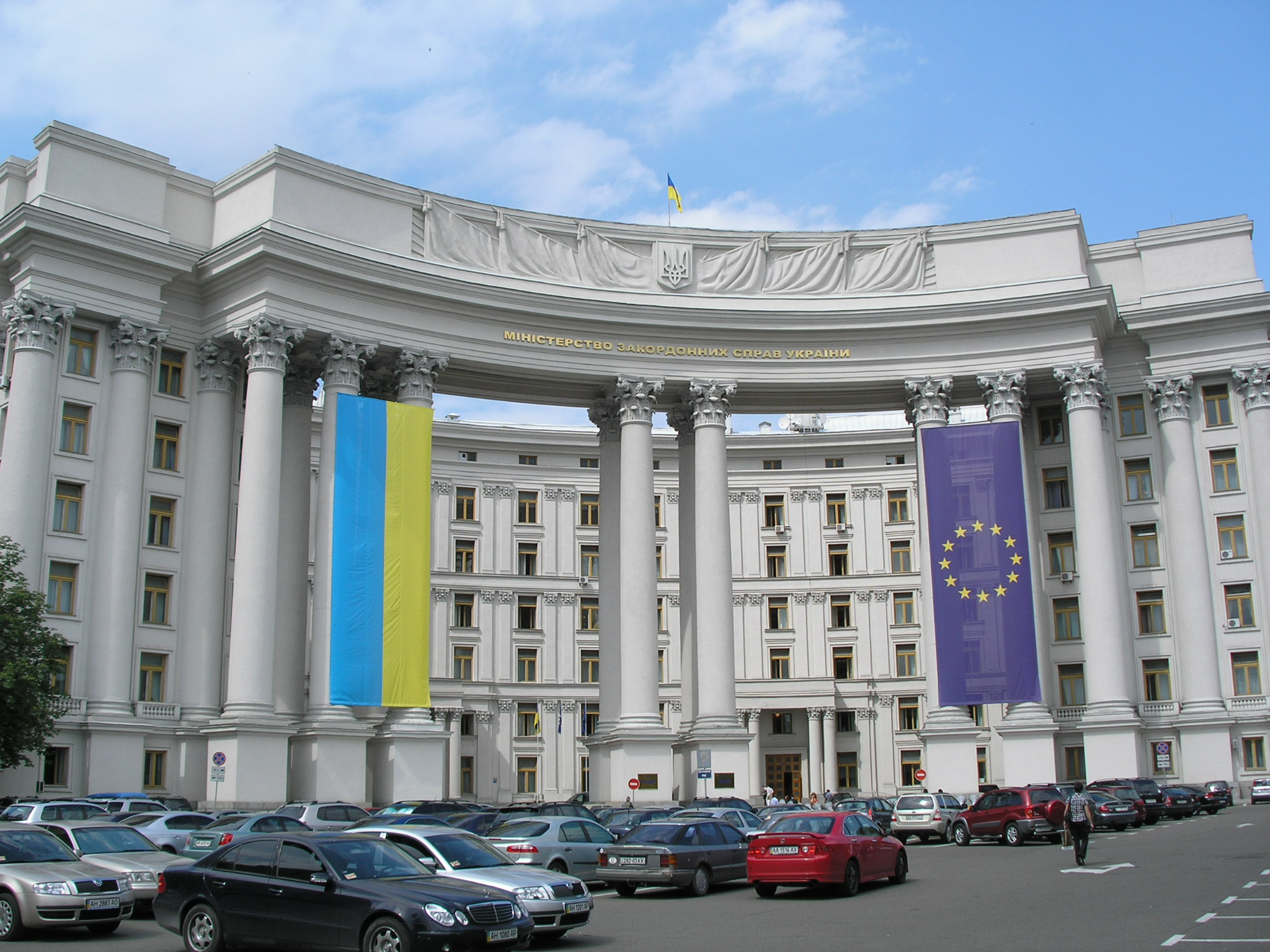
ساختمان اصلی وزارتخانه در بخش تاریخی کیف

نشان جایگزین (نسخه اوکراینی، مخفف MZS)

## نگاه کلی
این وزارتخانه در کیف پایتخت اوکراین در منطقه تاریخی بالای شهر واقع شده‌است که در مجاورت صومعه گنبد طلایی سنت مایکل که اخیراً بازسازی شده‌است. ساختمان این وزارتخانه نیز در میدان میخائیلیفسکا، به نام صومعه و در کنار پارک تپه ولودیمیرسکا واقع شده‌است.
نامزدی وزیر خارجه توسط رئیس‌جمهور اوکراین انجام می‌شود، بر خلاف اکثر نامزدهای وزیران کابینه که توسط نخست‌وزیر اوکراین انجام می‌شود. تمام نامزدهای وزیران باید توسط پارلمان اوکراین تأیید شود.

### دفتر کمیسیون ملی اوکراین برای یونسکو
اوکراین از ۱۲ می ۱۹۵۴ به عضویت یونسکو درآمده. از دسامبر ۱۹۶۲، اوکراین نمایندگی دائمی خود را در سازمانی که در حال حاضر توسط سفیر اوکراین در فرانسه خدمت می‌کند، ایجاد کرد. کمیسیون ملی اوکراین برای یونسکو به عنوان بخشی از وزارت امور خارجه با فرمان #212/۱۹۹۶ ریاست جمهوری در ۲۶ مارس ۱۹۹۶ ایجاد شد. رئیس کمیسیون ملی اوکراین برای یونسکو سرگی کیسلیتا است.
اوکراین دارای ۱۴ بخش دانشگاهی با یونسکو و همچنین ۶۳ مدرسه مرتبط با این سازمان است.